# Arthur Domscheit
Arthur Domscheit (* 30. Juli 1914 in Königsberg (Ostpreußen); † 30. Dezember 2006 in Bremen) war ein deutscher Politiker (CDU) in Bremen. Er war Mitglied der Bremischen Bürgerschaft.

## Biografie

### Ausbildung und Beruf
Domscheit erlernte seit 1929 den Beruf eines Bäckers und übte den Beruf aus. Von 1934 bis 1935 besuchte er die Polizeischule und war danach bei der Landespolizei in Königsberg und als diese überführt wurde bei der Reichswehr tätig. Von 1937 bis 1945 war er bei der Schutzpolizei in Insterburg und in Schwerin. Er war nach 1945 als Beamter bei der Polizei Bremen tätig. Er war verheiratet mit Waldetrudis Domscheit (1923–2011).

### Politik
Domscheit wurde im Dezember 1933 Mitglied der NSDAP und war von 1938 bis 1942 Mitglied bei der Nationalsozialistischen Volkswohlfahrt (NSV). 1948 wurde er als nicht betroffen entnazifiziert, obwohl er in seinem Meldebogen die Mitgliedschaft in der NSDAP verschwiegen hatte.
Er war Mitglied der CDU im Stadtbezirksverband Vegesack in Bremen. Von 1961 bis 1964 war er Vorsitzender des CDU-Ortsvereins Vegesack-Lesum. 1973 fungierte er als Geschäftsführer der CDU in Bremen-Nord.
Er war zwei Monate in 1959, dann von 1963 bis 1967 und von 1971 bis 1979 für die CDU rund 12 Jahre lang Mitglied der Bremischen Bürgerschaft und dort in verschiedenen Deputationen und Ausschüssen der Bürgerschaft tätig.